# Жан-Філіпп Гбамен
Жан-Філіпп Гбамен (фр. Jean-Philippe Gbamin, нар. 25 вересня 1995, Сан-Педро) — івуарійський футболіст, опорний півзахисник французького «Нанта» і національної збірної Кот-д'Івуару.

## Клубна кар'єра
Народився 25 вересня 1995 року в місті Сан-Педро. Вихованець футбольної школи клубу «Ланс», до якої потрапив у 12-річному віці.
З 2012 року почав грати за другу команду «Ланса», а з наступного року залучався вже до складу його основної команди. Протягом трьох сезонів був серед гравців її основного складу.
13 липня 2016 року уклав п'ятирічний контракт з німецьким «Майнц 05», у складі якого протягом трьох сезонів провів 86 матчів у Бундеслізі.
У серпні 2019 року за 25 мільйонів фунтів перейшов до англійського «Евертона». Провівши лише дві гри за нову команду, отримав важку травму, яка з урахуванням операцій, відновлення і рецидивів залишила його поза грою до завершення сезону 2019/20. У травні 2020 року під час тренування знов травмувався, ще на півроку відтермінувавши повернення на футбольне поле.
Влітку 2024 року Гбамен приєднався до «Нанта», уклавши з клубом угоду на один сезон.

## Виступи за збірні
2012 року дебютував у складі юнацької збірної Франції (U-18), загалом на юнацькому рівні взяв участь у 13 іграх, відзначившись 2 забитими голами.
Протягом 2014–2016 років залучався до складу молодіжної збірної Франції. На молодіжному рівні зіграв у 7 офіційних матчах.
2017 року дебютував в офіційних матчах у складі національної збірної Кот-д'Івуару.
У складі збірної був учасником Кубка африканських націй 2019 року в Єгипті, де виходив на поле у трьох іграх, включаючи програний чвертьфінальний матч проти збірної Алжиру, після якого івуарійці припинили боротьбу.
| Дата       | Місто          | Господарі         | Результат               | Гості             | Турнір                                        | Голи | Примітки |
| ---------- | -------------- | ----------------- | ----------------------- | ----------------- | --------------------------------------------- | ---- | -------- |
| 4-6-2017   | Роттердам      | Нідерланди        | 5 – 0                   | Кот-д'Івуар       | товариський матч                              | -    |          |
| 10-6-2017  | Буаке          | Кот-д'Івуар       | 2 – 3                   | Гвінея            | Відбір до Кубка африканських націй 2019       | -    |          |
| 6-10-2017  | Бамако         | Малі              | 0 – 0                   | Кот-д'Івуар       | Відбір до ЧС 2018                             | -    |          |
| 11-11-2017 | Абіджан        | Кот-д'Івуар       | 0 – 2                   | Марокко           | Відбір до ЧС 2018                             | -    |          |
| 18-11-2018 | Конакрі        | Гвінея            | 1 – 1                   | Кот-д'Івуар       | Відбір до Кубка африканських націй 2019       | -    |          |
| 23-3-2019  | Абіджан        | Кот-д'Івуар       | 3 – 0                   | Руанда            | Відбір до Кубка африканських націй 2019       | -    |          |
| 7-6-2019   | Булонь-сюр-Мер | Кот-д'Івуар       | 3 – 1                   | Коморські Острови | товариський матч                              | -    | 74'      |
| 15-6-2019  | Абу-Дабі       | Кот-д'Івуар       | 0 – 1                   | Уганда            | товариський матч                              | -    | 74'      |
| 19-6-2019  | Абу-Дабі       | Замбія            | 1 – 4                   | Кот-д'Івуар       | товариський матч                              | -    | 71'      |
| 1-7-2019   | Каїр           | Намібія           | 1 – 4                   | Кот-д'Івуар       | Кубок африканських націй 2019 - груповий етап | -    | 80'      |
| 8-7-2019   | Суец           | Малі              | 0 – 1                   | Кот-д'Івуар       | Кубок африканських націй 2019 - 1/8 фіналу    | -    |          |
| 11-7-2019  | Суец           | Кот-д'Івуар       | 1 – 1 д.ч. (3 — 4 п.п.) | Алжир             | Кубок африканських націй 2019 - чвертьфінал   | -    | 78'      |
| 24-9-2022  | Ле-Петі-Кевії  | Кот-д'Івуар       | 2 – 1                   | Того              | товариський матч                              | -    |          |
| 27-9-2022  | Ам'єн          | Кот-д'Івуар       | 3 – 1                   | Гвінея            | товариський матч                              | -    | 61'      |
| 16-11-2022 | Марракеш       | Кот-д'Івуар       | 4 – 0                   | Бурунді           | товариський матч                              | -    | 59'      |
| 19-11-2022 | Марракеш       | Кот-д'Івуар       | 1 – 2                   | Буркіна-Фасо      | товариський матч                              | -    |          |
| 28-3-2023  | Іконі          | Коморські Острови | 0 – 2                   | Кот-д'Івуар       | Відбір до Кубка африканських націй 2023       | -    | 75'      |
| Усього     |                | Матчів            | 17                      |                   | Голів                                         | 0    |          |